# Systemkamera

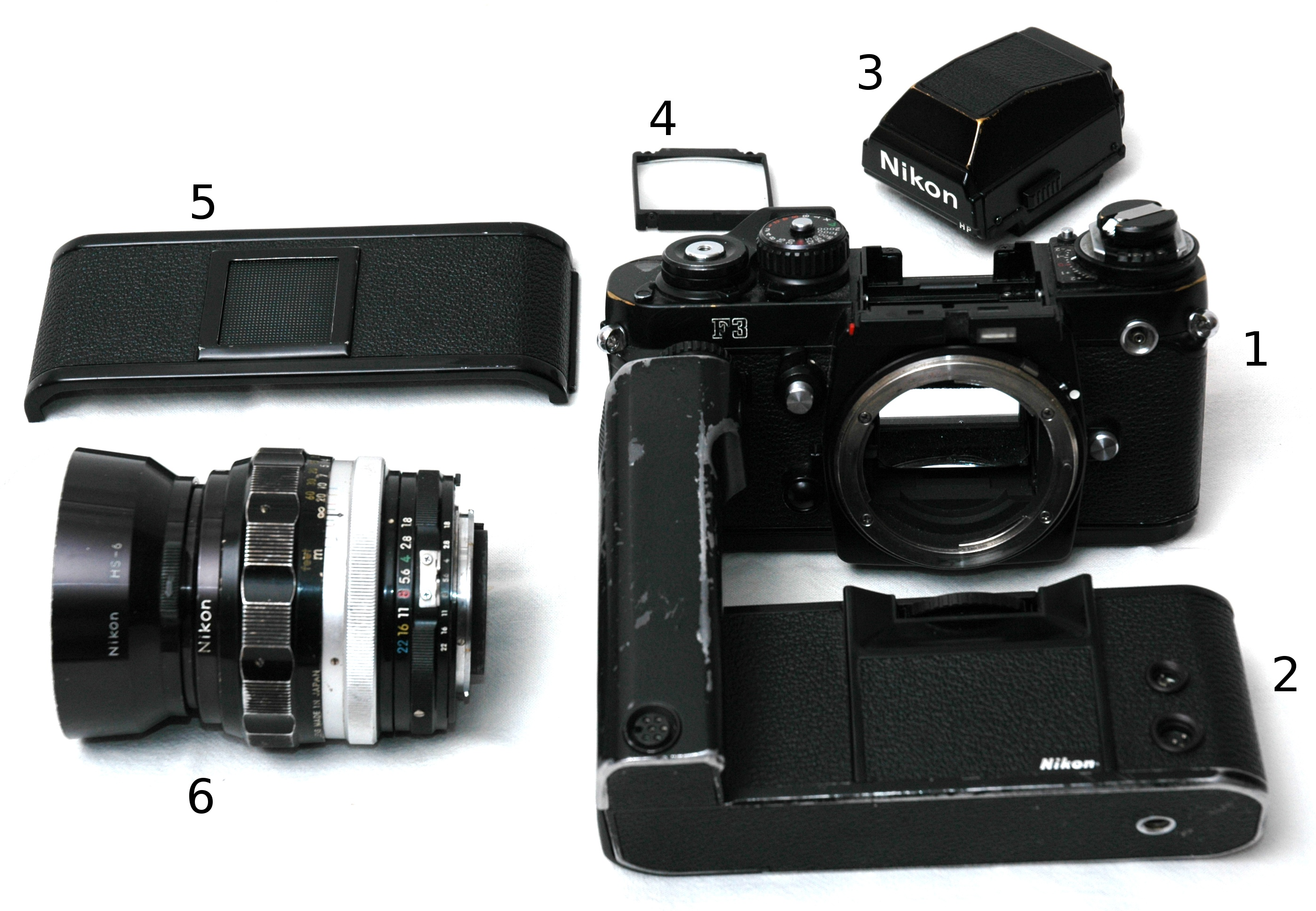
En systemkamera och dess utbytbara delar: 1. kamerahus, 2. motor för filmtransport, 3. sökare 4. mattskiva, 5. bakstycke och 6. objektiv.

En systemkamera är en kamera med utbytbart objektiv. Vanligen består systemet av ett kamerahus samt olika objektiv, sökare, adaptrar, filter, mellanringar och fotoblixtar. De flesta systemkameror är spegelreflexkameror men det finns också mätsökarkameror med utbytbar optik, bland annat från tillverkaren Leica.
Systemkameror finns, förutom digitala, för de analoga filmformaten APS, 35 mm, 6 x 4.5, 6 x 6, 6 x 7 cm.
Bilden visar en Nikon F3 som har ett relativt stort antal utbytbara delar för att vara en småbildskamera. Utöver dessa finns en mängd tillbehör som olika typer av fjärrutlösare och blixtar. I modernare småbilds- och digitalkameror är motor oftast inbyggd, (i digitalkameror överflödig) och sökaren fast.
Storformatskameran är också en systemkamera men benämns sällan som detta.

## Skillnader gentemot kompaktkameror
Den största skillnaden mot kompaktkameror ligger i systemkamerans flexibilitet från dess utbytbara objektiv. Detta eftersom det idag är tekniskt omöjligt att konstruera ett objektiv som med hög kvalitet både kan fånga bilder med macro, vidvinkel och extremt tele. Systemkameror är i regel större – både vikt- och volymmässigt – än kompaktkameror. Den högre vikten kan dock underlätta att hålla kameran still.
Jämfört med digitala kompaktkameror har en systemkamera vanligen en större bildsensor vilket ger mindre brus, speciellt i svagt ljus. De kan oftast visa en förhandsvy på en LCD-skärm men på grund av spegelreflexkonstruktionen måste spegeln oftast fällas upp vilket gör att den optiska sökaren inte går att använda i "Liveview" läget. Den större sensorn ger ofta ett mindre skärpedjup, vilket är utmärkt till exempel vid porträttfoto, men som kan vara ofördelaktigt vid dokumentärt foto av exempelvis växter och landskap.